# Australië op de Olympische Winterspelen 1998
Tijdens de Olympische Winterspelen van 1998, die in Nagano (Japan) werden gehouden, nam Australië voor de veertiende keer deel.

## Medailleoverzicht
| Sport       | Olympiër      | Discipline | Medaille |
| ----------- | ------------- | ---------- | -------- |
| Alpineskiën | Zali Steggall | slalom (v) | Brons    |

## Deelnemers en resultaten
(m) = mannen, (v) = vrouwen 

### Alpineskiën
| Olympiër      | Discipline | Resultaat | Prestatie                                         |
| ------------- | ---------- | --------- | ------------------------------------------------- |
| Zali Steggall | slalom (v) | Brons     | run 1: 45,96 run 2: 46,71 totaal: 1.32,67 (+0,27) |

### Biatlon
| Olympiër   | Discipline | Resultaat | Prestatie                                   |
| ---------- | ---------- | --------- | ------------------------------------------- |
| Kerryn Rim | 7,5 km (v) | 47e       | 25.49,1 (+2.41,1) pen.: 2 (1 + 1)           |
| Kerryn Rim | 15 km (v)  | 43e       | 1:01.38,1 (+7.46,1) pen.: 4 (0 + 3 + 0 + 1) |

### Bobsleeën
| Olympiër                                            | Discipline                | Resultaat | Prestatie                                                                   |
| --------------------------------------------------- | ------------------------- | --------- | --------------------------------------------------------------------------- |
| Jason Giobbi Adam Barclay                           | 2-mansbob (m) Australië I | 22e       | run 1: 55,56 run 2: 55,47 run 3: 55,26 run 4: 55,31 totaal: 3.41,60 (+4,36) |
| Jason Giobbi Scott Walker Ted Polglaze Adam Barclay | 4-mansbob (m) Australië I | 23e       | run 1: 54,72 run 2: 54,93 run 3: 55,23 totaal: 2.44,88 (+5,47)              |

### Freestyleskiën
| Olympiër         | Discipline  | Resultaat | Prestatie                   |
| ---------------- | ----------- | --------- | --------------------------- |
| Adrian Costa     | moguls (m)  | 21e       | kwalificatie: 23,45 punten  |
| Jonathan Sweet   | aerials (m) | DNF       | kwalificatie: opgave        |
|                  |             |           |                             |
| Maria Despas     | moguls (v)  | 23e       | kwalificatie: 18,94 punten  |
| Kirstie Marshall | aerials (v) | 14e       | kwalificatie: 148,99 punten |
| Jacqui Cooper    | aerials (v) | 23e       | kwalificatie: 101,19 punten |

### Kunstrijden
| Olympiër                      | Discipline | Resultaat | Prestatie                                                                       |
| ----------------------------- | ---------- | --------- | ------------------------------------------------------------------------------- |
| Anthony Liu                   | mannen     | 25e       | korte kür: 25e met 12,5 punten lange kür: niet geplaatst                        |
| Joanne Carter                 | vrouwen    | 12e       | korte kür: 11e met 5,5 punten lange kür: 12e met 12,0 punten score: 17,5 punten |
| Danielle McGrath Stephen Carr | paarrijden | 13e       | korte kür: 15e met 7,5 punten lange kür: 13e met 13,0 punten score: 20,5 punten |

### Langlaufen
| Olympiër   | Discipline                    | Resultaat | Prestatie                                                   |
| ---------- | ----------------------------- | --------- | ----------------------------------------------------------- |
| Andy Evans | 10 km klassiek (m)            | 66e       | 31.12,7 (+3.48,2)                                           |
| Andy Evans | 30 km klassiek (m)            | 51e       | 1:45.26,3 (+11.30,5)                                        |
| Andy Evans | 50 km vrije stijl (m)         | 48e       | 2:21.44,4 (+16.36,2)                                        |
| Andy Evans | achtervolging 10 km+15 km (m) | 55e       | 10 km: 31.12 15 km: 43.55,4 achterstand op winnaar: +8.05,7 |
| Paul Gray  | 10 km klassiek (m)            | 88e       | 34.45,1 (+7.20,6)                                           |
| Paul Gray  | 50 km vrije stijl (m)         | 59e       | 2:29.08,2 (+24.00,0)                                        |
| Paul Gray  | achtervolging 10 km+15 km (m) | DNF       | 10 km: 34.45 15 km: opgave                                  |

### Shorttrack
| Olympiër                                                         | Discipline           | Resultaat | Prestatie                                         |
| ---------------------------------------------------------------- | -------------------- | --------- | ------------------------------------------------- |
| Steven Bradbury                                                  | 500 m (m)            | 19e       | voorronde 6: 3e in 43,766                         |
| Steven Bradbury                                                  | 1000 m (m)           | 21e       | voorronde 4: 3e in 1.33,108                       |
| Steven Bradbury Richard Goerlitz Kieran Hansen Richard Nizielski | 5000 m aflossing (m) | 8e        | halve finale 2: 3e in 7.11,691 B-finale: 7.15,907 |
|                                                                  |                      |           |                                                   |
| Janet Daly                                                       | 500 m (v)            | 27e       | voorronde 7: 4e in 49,158                         |
| Janet Daly                                                       | 1000 m (v)           | 29e       | voorronde 1: 4e in 1.59,990                       |

### Snowboarden
| Olympiër      | Discipline       | Resultaat | Prestatie                               |
| ------------- | ---------------- | --------- | --------------------------------------- |
| Zeke Steggall | reuzenslalom (m) | DSQ-2     | run 1: 1.08,10 run 2: gediskwalificeerd |

Amerikaanse Maagdeneilanden · Andorra · Argentinië · Armenië · Australië · Azerbeidzjan · België · Bermuda · Bosnië en Herzegovina · Brazilië · Bulgarije · Canada · Chili · China · Chinees Taipei · Cyprus · Denemarken · Duitsland · Estland · Finland · Frankrijk · Georgië · Griekenland · Groot-Brittannië · Hongarije · Ierland · IJsland · India · Iran · Israël · Italië · Jamaica · Japan · Joegoslavië · Kazachstan · Kenia · Kirgizië · Kroatië · Letland · Liechtenstein · Litouwen · Luxemburg · Macedonië · Moldavië · Monaco · Mongolië · Nederland · Nieuw-Zeeland · Noord-Korea · Noorwegen · Oekraïne · Oezbekistan · Oostenrijk · Polen · Portugal · Puerto Rico · Roemenië · Rusland · Slovenië · Slowakije · Spanje · Trinidad en Tobago · Tsjechië · Turkije · Uruguay · Venezuela · Verenigde Staten · Wit-Rusland · Zuid-Afrika · Zuid-Korea · Zweden · Zwitserland